# Syllepte hyalescens
Syllepte hyalescens là một loài bướm đêm trong họ Crambidae.